# Серибная коса
Серибная коса (укр.   — коса. Образовалась из-за слияния Самары и Днепра. С образованием водохранилища ДнепроГЭСом почти полностью исчезла.
Существовала ниже небольших последовательных островов Гринев и Шевского на левом боку Днепра. Напротив Серибной вдоль правого берега Днепра простирался большой Становой остров.